# سهم (عمارة)
السَهم هو برج صغير مُستَدِّق. وهو الاسم الذي يطلق على البرج في العمارة القوطية. على وجه الخصوص، اللولبيات التي غالباً ما تُبنى فوق تقاطعات الكنائس الكبرى في العمارة القوطية الفرنسية في العصور الوسطى تُسمى سِهام.